# Psychotria subundulata
Psychotria subundulata är en måreväxtart som beskrevs av George Bentham. Psychotria subundulata ingår i släktet Psychotria och familjen måreväxter. Inga underarter finns listade i Catalogue of Life.